# 赫连勃勃
夏武烈帝赫連勃勃（381—425），原名劉勃勃（北魏明元帝惡其名，斥為“屈孑”），匈奴鐵弗部人，東晉十六國時期胡夏建立者。他是南匈奴單于的後裔、鐵弗部酋长劉衛辰之子，因劉衛辰的鐵弗部被拓跋鮮卑擊敗兼併，本人更遭背叛而死，家族亦被拓跋鮮卑屠戮殆盡，年少倖存的劉勃勃便投奔了其父盟友，後秦高平公、鮮卑酋長沒弈于，並娶沒弈于之女為妻。隨著年齡漸長，劉勃勃“身長八尺五寸，腰帶十圍，性辯慧，美風儀”，後秦皇帝姚興見了大為賞識，於是任命他為將軍，並將後秦收攏到的鐵弗部落餘眾，以及諸干朔方雜夷等，共三萬多人交給他統帥。
東晉義熙三年（公元407年），因後秦與拓跋北魏和好，劉勃勃便帥眾叛離後秦，劫掠八千馬匹後出走嶺北的高平川，襲殺駐守當地的岳父沒弈于，奪取其部眾，並在嶺北一帶自立為君，自稱夏后氏後裔，建立胡夏國，號稱大夏天王、大單于，定年號為「龍昇」，又改姓赫連，稱赫連勃勃。此後數年，赫連勃勃率部眾在嶺北草原游牧，同時展開游擊戰，不斷出兵襲擊後秦及西秦，劫掠土地，使其邊境騷動不安。
東晉義熙十三年（公元417年），東晉權臣劉裕率晉軍北伐，在攻克長安，滅亡後秦，俘虜其君臣後，隨即班師南歸。赫連勃勃乘機發動偷襲，奪取長安，驅逐晉軍，正式在長安稱大夏皇帝，改年號「昌武」，以長安為南京，又於嶺北興建統萬城為北京，隨後他班師北還，次年以統萬城宮殿大成，又改年號曰「真興」
胡夏真興七年（公元425年）七月，赫連勃勃病重，在統萬城永安殿內召集群臣，囑託後事，遂死於永安殿，終年四十五歲。

## 生平

### 背景
赫連勃勃曾祖父劉虎領導鐵弗部，並曾與代國發生戰鬥，為代國所敗。祖父劉務桓重整部眾，重新壯大鐵弗部，並受後趙封為平北將軍、左賢王。父刘卫辰繼位後搖擺於前秦及代國之間，前秦皇帝苻坚滅代國後更任命劉衛辰为西单于，屯駐代來城（今內蒙古伊克昭盟東勝區西），督摄河西诸部族。前秦瓦解後，劉衛辰一度據有朔方一帶，但在391年受到北魏的攻擊，代來城被攻陷，劉衛辰被殺。年幼的劉勃勃逃奔薛干部，薛干部酋長薛干太悉伏把劉勃勃送給後秦高平公沒弈于，沒弈于就把女兒嫁給劉勃勃。勃勃受到後秦姚興的寵遇，任為安北將軍、五原公，鎮朔方。此後一直从属后秦。

### 背秦自立
後秦弘始九年（407年），赫連勃勃因怨恨後秦與北魏通訊，決意背叛後秦。於是先扣押起柔然可汗送給後秦的八千匹馬，然後假裝在高平川（今寧夏南清水河）狩獵，襲殺沒弈于，併吞其部眾。勃勃自以匈奴是夏后氏後裔，建國號「大夏」，自立为天王，大单于，鑄大夏龍雀劍以為國之神器，改年號龙升。史稱其國為胡夏、赫連夏。

### 屢侵秦涼
勃勃自立後不久就出兵薛干部等三部，收降數萬人後轉攻後秦三城（今陝西綏德縣）以北諸戍。當時諸將都反對出兵後秦，建議勃勃先固守高平，穩固根本，然後才圖長安。但勃勃認為夏國初建，實力仍弱，關中仍因後秦強大而未能攻取，若果自守一城，必會引來後秦各鎮的聯手攻伐，終兵敗亡國，故此特意不長居一處，以游擊戰術，出其不意，讓對方疲於奔命，以取岭北、河東之地，再待後秦君主姚興死後才攻取長安。最終勃勃的進襲令到岭北各城日間也要緊閉城門。勃勃稱天王後曾向南涼王禿髮傉檀請婚但遭拒，於是怒而率兵進攻南涼，殺傷一萬多人並掠奪二萬七千人及數十萬頭牲畜。後更在陽武（今甘肅靖遠縣境）大敗來攻的禿髮傉檀，殺傷甚眾，很多南涼的名將都戰死。 
大破南涼後，勃勃與後秦屢有戰事。勃勃先於青石原（今甘肅涇川縣境）擊敗秦將張佛生，次年（408年）後秦將齊難來攻，勃勃先退守河曲，待齊難縱兵掠奪時就進軍，並追擊至木城（今陝西榆林市榆陽區），生擒齊難，俘獲大量兵眾及戰馬。戰後，歸降夏國的嶺北胡漢數以萬計，勃勃更置地方官員安撫他們。龍升三年（409年），勃勃又率兵攻秦，掠奪平涼雜胡共七千多戶配給後援軍隊，進據依力川。同年姚興親征勃勃，但勃勃乘秦軍未集，率軍進攻姚興所駐的貮城，秦軍兵敗，姚興只得退回長安。接著勃勃又攻下了敕奇堡、黃石固及我羅城。龍升四年（410年），勃勃派兵攻平涼，為姚興所敗，但進攻定陽（今陝西宜川縣西北）的一軍卻取勝，接著勃勃親自率軍進攻隴右，攻破白崖堡，並進逼清水城，令後秦略陽太守姚壽都棄城逃走。龍升五年（411年），勃勃攻安定，在青石以北平原擊破楊佛嵩，又攻下東鄉。
鳳翔元年（413年），勃勃下令修築夏國都城统万城（今陕西靖边北白城子），並任用了殘忍的叱干阿利為將作大匠。工人以蒸土築城，而巡工发现墙面能用铁锥子刺入一寸，便把修築那處的人处死，尸体也被筑入墙内，因此，统万城的城墙坚硬如铁。其時又用銅鑄造了大鼓、飛廉、翁仲、銅駝、龍獸等裝飾物，並用黃金裝飾，排在宮殿前，但製作這些東西又殺了數千個工匠。同時，又以其祖輩跟隨母系姓劉不合禮，於是改姓赫連，表示「徽赫實與天連」；又將非皇族的其他鐵弗部眾改姓「鐵伐」，以示「剛銳如鐵，皆堪伐人。」
此後，勃勃仍然繼續侵襲後秦，先於鳳翔三年（415年）攻下杏城（今陝西黃陵縣西南）；次年又乘後秦與仇池楊盛爭戰的時機先後攻下上邽（仱甘肅天水市）及陰密（今陝西靈臺縣西），更令駐守安定的姚恢棄城出走，當地人胡儼等於是獻城夏國。勃勃隨後又進攻雍城（今陝西鳳翔縣南）及郿城（今陝西郿縣），但在郿城遭姚紹抵抗而未能攻下，於是退回安定。胡儼等人此時卻殺勃勃所命留守安定的羊苟兒，轉而降秦。勃勃唯有退返杏城。不過，其時勃勃知東晉劉裕要進攻後秦，他估計劉裕必定能攻滅後秦，但肯定很快班師，留下子弟及將領守關中。勃勃認定這就是他奪取關中的好時機，並且十分輕易，故此不必耗費兵力與後秦作戰。故此秣馬厲兵，休養士卒。不久勃勃再引兵佔據安定，後秦在嶺北的各戍及郡縣都向夏國投降，嶺北全境盡入夏國。另一方面，勃勃又先後與北燕及北涼結盟。

### 襲取關中
凤翔五年（417年），東晉大将刘裕滅後秦，同年年末班師，留兒子劉義真及王鎮惡、沈田子、傅弘之等諸將守關中。勃勃聞訊十分高興，采纳王买德的计策，派兒子赫連璝督前鋒攻長安、赫連昌出兵堵塞潼關，又派王買德阻斷青泥，然後自率大軍在後。次年，赫連璝行軍至渭陽時已經有很多人在路邊請降，其時晉軍沈田子作戰失利，更因與王鎮惡不和而殺了他，沈田子隨後亦被劉義真長史王脩處死。劉義真於是召集外軍入城並閉門拒守，關中各郡縣於是都降夏。勃勃隨後進據咸陽，令長安城無法獲得物資補給。劉裕見此唯有派朱齡石接替劉義真，並命劉義真東歸。當時劉義真部眾大肆掠奪物資才離開，令關中人民驅逐朱齡石，迎勃勃入主長安。勃勃入長安後大宴將士，不久就在灞上（今陝西蓝田县）称帝，改元昌武。及後群臣都勸勃勃遷都長安，但勃勃慮及全國中心南遷長安後，北魏會易於攻擊距邊界才百里的統萬，認為定都統萬才能阻遏北魏侵襲北境。於是在次年（419年）於長安置南臺，留太子赫連璝留守。不久回師，因統萬宮殿完工而刻石於城南，歌功頌德。
真興六年（424年），勃勃想要廢黜太子赫連璝，改立幼子赫連倫。赫連璝知道後率兵七萬自長安攻伐赫連倫，終在高平一戰中擊敗並殺死對方。赫連倫兄赫連昌則率軍襲擊赫連璝，將其殺死，勃勃於是立赫連昌為太子。勃勃於真興七年（425年）死于帝位，諡号武烈皇帝，廟號世祖。

## 特徵
- 勃勃儀表俊美，身高八尺五寸，形體高大壯碩，聰穎而有辯才。
- 勃勃頗有權謀智術，當劉裕滅後秦、占關中之時，勃勃一度震攝於劉裕的兵鋒威勢，答應劉裕「約為兄弟」的和平要求，但勃勃為了在氣勢上勝過劉裕，在接見劉裕的使者之前，先讓文才優異的部下皇甫徽寫好給劉裕的回書，再將文字背的爛熟，然後才接見使者，命令部下將自己當場背出的回書寫下並交付給使者。結果使者就以為勃勃真的即席創作出文采斐然的回書，將此事回報給劉裕，果然讓老粗一名的劉裕敬佩勃勃的文思敏捷，邊讀回書邊感嘆說：「吾不如也！」
- 勃勃天性刻薄寡恩，凶暴好殺，在陽武大敗南涼軍及關中大敗東晉軍時曾將屍體或人頭堆積起來，建起「髑髏臺」，當作景觀觀賞。也常常在城上，身旁準備好弓箭刀劍，一旦對人有所不滿就會動手殺人。而群臣若敢直接與其對視就會被弄瞎，敢笑就割下其嘴唇，敢進諫就先割下其舌頭再斬殺。這令當時人們十分不安。
- 勃勃十分自大，建的統萬城四個城門，東門叫招魏門，南門叫朝宋門，西門叫服涼門，北門叫平朔門。

## 評論
- 後秦君臣姚興、姚邕兩方的意見：「姚邕說：『勃勃不可近也。』姚興說：『勃勃有濟世之才，吾方與之平天下，柰何逆忌之？』姚邕說：『勃勃奉上慢，御眾殘，貪猾不仁，輕為去就；寵之踰分，恐終為邊患。』」後來勃勃反叛後秦並成為大患，姚興因此感嘆說：「吾不用黃兒之言，以至於此！」（按：姚邕小字黃兒）

- 南涼大臣焦朗評論：「勃勃天姿雄健，御軍嚴整，未可輕也。」

## 家庭

### 妻妾
- 破多羅夫人，鲜卑首领沒弈于女[7]
- 梁皇后

### 子女
- 太子赫連璝
- 阳平公赫連延，414年封
- 太原公赫连昌，后为太子、皇帝
- 酒泉公赫连伦
- 平原公赫连定，后为平原王、皇帝
- 河南公赫连满，427年被北魏军所杀
- 中山公赫连安
- 赫連助興
- 赫連謂以代
- 上谷公赫連社干
- 广阳公赫連度洛孤
- 丹阳公赫連烏視拔
- 武陵公赫連禿骨
- 赫连那勿黎，胡夏七兵尚书
- 赫连氏，北魏太武皇后
- 赫连氏，太武皇后妹妹，魏太武帝拓跋焘妃
- 赫连氏，魏太武帝拓跋焘妃
- 赫连氏，嫁北魏侍中、使持节、征西大将军、都督河以西诸军事、常山康王拓跋素[8]
- 赫连氏，嫁北魏平原镇都大将、东雍州刺史、常山王拓跋倍斤[9]

## 延伸阅读
[在维基数据编辑]
 《晉書·卷130》，出自房玄齡《晉書》